# Jean-Pierre Ducasse
Jean-Pierre Ducasse (París, 16 de juliol de 1944 - Villeneuve-Loubet, 19 de febrer de 1969) va ser un ciclista francès, professional entre 1967 i el moment de la seva mort, el 1969. Combinà el ciclisme en ruta amb el ciclocròs, modalitat en la qual guanyà dos campionats nacionals. En ruta destaca el seu paper en la Volta a Espanya de 1967, cursa que liderà duerant 12 etapes i que finalment acabà en segona posició, després de perdre el liderat en la penúltima etapa a mans de Jan Janssen, vencedor final.
Ducasse va morir enverinat per monòxid de carboni a primers de 1969, mentre s'entrenava al sud de França, per culpa d'una calefacció en mal estat de l'hotel en què s'hostatjava junt al també ciclista Michel Bon.

## Palmarès
- 1967
  -  Campió de França de ciclocròs
- 1968
  -  Campió de França de ciclocròs

### Resultats al Tour de França
- 1968. 31è de la classificació general

### Resultats a la Volta a Espanya
- 1967. 2n de la classificació general. Porta el mallot de líder durant 12 etapes
- 1968. 12è de la classificació general